# Tripartition du corps
Pour les articles homonymes, voir Tripartition.
La tripartition du corps (dilaceratio corporis en latin) est une technique funéraire consistant à séparer le corps d'un défunt de haut rang en plusieurs parties, généralement entre les ossements, le cœur et les entrailles. Elle a été utilisée notamment dans le royaume de France par la dynastie capétienne (majoritairement pour les rois, parfois les reines ou les proches). Cette dilaceratio permet la multiplication des cérémonies (funérailles du corps, la plus importante, puis funérailles du cœur et funérailles des entrailles) et des lieux de sépulture (avec un tombeau de corps, un tombeau de cœur et un tombeau d'entrailles) où honorer le roi défunt. Au Moyen Âge, elle succède parfois au mos Teutonicus, qui consiste à séparer les os de la chair du cadavre.

Exemple de tripartition, concernant Charles V le Sage :
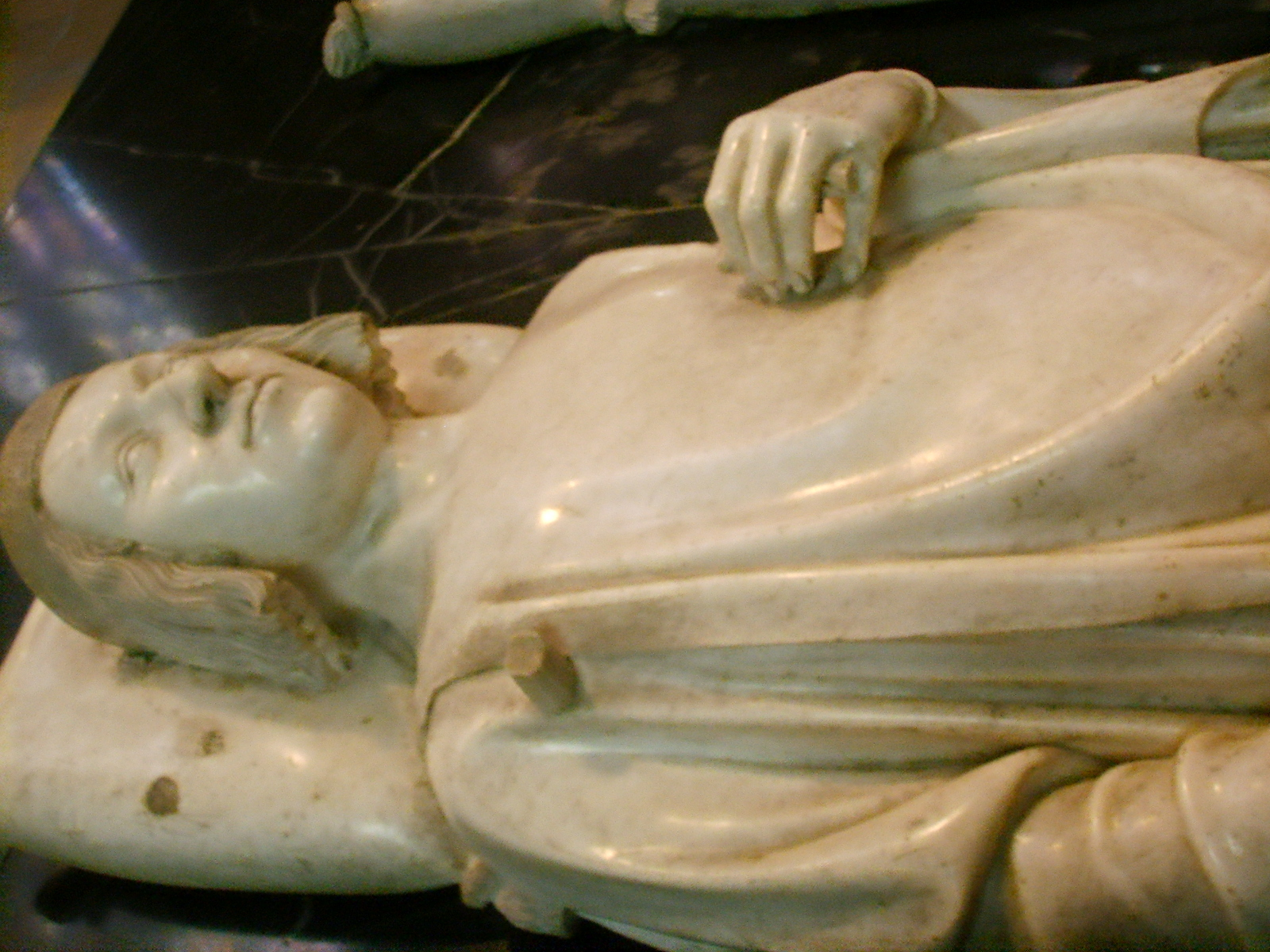
Gisant du corps à la basilique Saint-Denis.
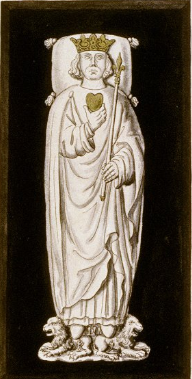
Dessin du tombeau du cœur à la cathédrale de Rouen, détruit en 1737.
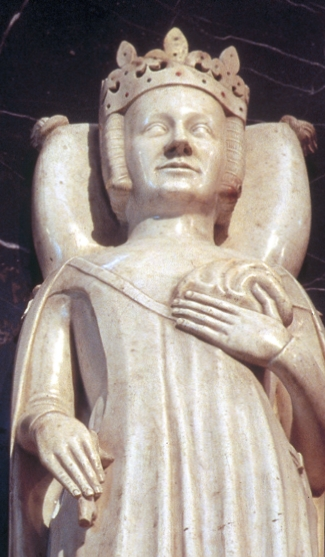
Gisant d'entrailles de son épouse Jeanne de Bourbon à la basilique Saint-Denis (celui du roi se trouve au musée du Louvre).